# Xylocoridea brevipennis
Xylocoridea brevipennis is een wants uit de familie van de bloemwantsen (Anthocoridae). De soort werd het eerst wetenschappelijk beschreven door Odo Reuter in 1876.

## Uiterlijk
De kleine donkerbruine wants kan langvleugelig (macropteer), sublangvleugelig (submacropteer) en kortvleugelig (brachypteer) zijn en kan 1.5 tot 2.5 mm lang worden. De wants heeft zeer donkerbruine of roodbruine voorvleugels. Het uiteinde van het verharde deel van de vleugels, de cuneus is donkerbruin of zwart. Het doorzichtige deel van de voorvleugels is grijs of wit. Zowel de kop als het halsschild en het scutellum zijn glanzend en donker roodbruin. Van de roodbruine pootjes zijn de schenen en tarsi lichtgeel. De antennes zijn geel en het eerste antennesegment is donkerder.

## Leefwijze
De soort overwintert als volgroeide wants of als nimf. Alle levensstadia van de soort kunnen het hele jaar door worden aangetroffen onder de schors van loofbomen zoals plataan, gewone esdoorn en linde.

## Leefgebied
De soort is in Nederland zeer zeldzaam. De wants wordt zeer weinig waargenomen maar dit kan komen door zijn verborgen leefwijze. Het leefgebied strekt zich uit van Midden- en Zuid-Europa, naar het noorden tot aan Polen en naar het zuiden tot in Noord-Afrika.